# Oltcit-Citroën Axel
La Oltcit-Citroën Axel è una piccola autovettura prodotta in Romania dalla casa automobilistica Oltcit e commercializzata in europa occidentale con il marchio Citroën mentre nell’Est Europa come Oltcit Club.

## Storia
La "Axel" nacque quando la Oltcit, piccola casa automobilistica rumena, si accordò con la Citroën per la produzione su licenza di un modello nuovo ma molto economico. La casa francese propose ai rumeni un vecchio progetto risalente ai primi settanta, che sarebbe dovuto sfociare nella "LN", che tuttavia mai si concretizzò poiché, in seguito alla sopravvenuta fusione con la Peugeot nel Gruppo PSA, Citröen ricevette l'ordine dalla Peugeot di rivedere completamente il progetto, in modo da utilizzare la componentistica di quest'ultima e realizzando una "LN" di fatto del tutto analoga alla "104 Z". 
Quel vecchio studio, chiamato Projet Y e realizzato da Robert Opron, era nato nel 1973 nell'ambito della contestuale progettazione della futura Citroën Visa. La Oltcit accettò la proposta e nel 1982 venne avviata la produzione delle prime vetture. 

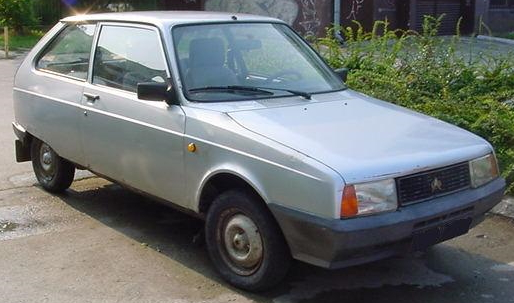
Oltcit Club

In realtà, più che di vettura piccola, si può parlare di una medio-piccola, in quanto gli ingombri si avvicinavano a quelli di una vettura di classe medio-bassa come la "Visa". Ma date le motorizzazioni e l'economicità del progetto, la "Axel" si proponeva anche come valida alternativa alle utilitarie in listino all'epoca e si poneva dunque sul mercato sia come una grande citycar, sia come una piccola vettura tre porte di classe media.
Dal 1984 la vettura fu prodotta interamente in Romania dalla Oltcit con il nome "Club" ma commercializzata con il marchio Citroën per i soli paesi dell'Europa occidentale con il nome "Axel", tuttavia l'accoglienza fu scettica poiché era evidente l'anzianità del progetto e la troppa somiglianza con la Visa, nonostante una sua eccellente resistenza alla fatica provata da alcuni test eseguiti da vari giornali specializzati. La vendita della "Axel" sui mercati occidentali terminò nel 1988 senza grande successo, mentre la carriera commerciale della "Club" proseguì in Romania con migliori risultati commerciali, seppur non eccezionali, fino al 1996, anno in cui cessò definitivamente la produzione.

## Estetica

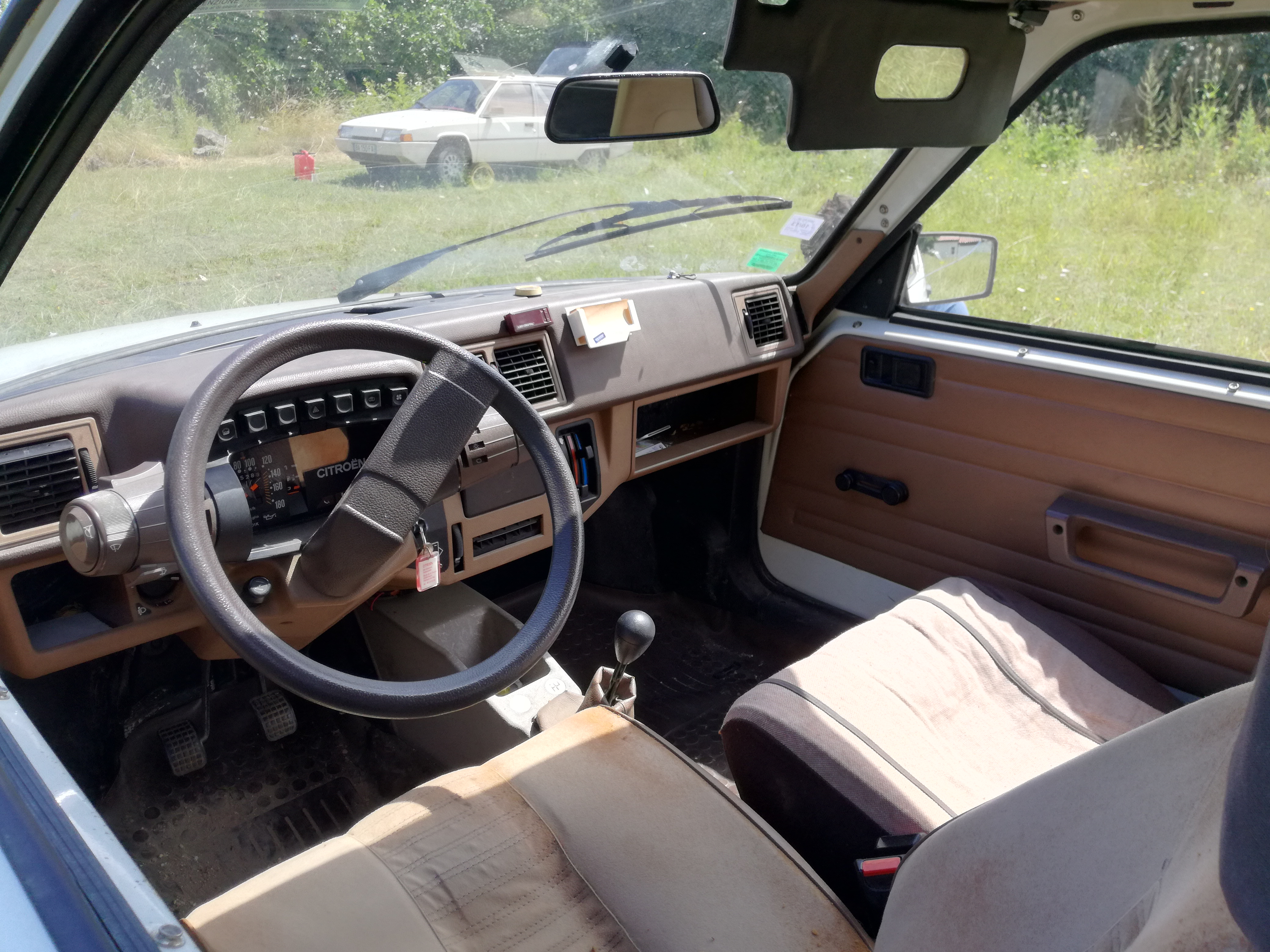
Gli interni

La "Axel" finì per essere considerata una brutta copia della "Visa". Ciò è forse dovuto al fatto che si trattava di una vettura nata da un progetto già piuttosto vecchio per l'epoca della sua messa in produzione. Pertanto era inevitabile che alcune soluzioni potessero risultare un po' superate.
La "Axel" possedeva molte caratteristiche analoghe alla "Visa", vale a dire il particolare profilo della linea di fiancata e il disegno dei passaruota posteriori. Stesso discorso valeva per il frontale, che ricordava molto quello della "Visa", e per la coda, che si differenziava però per dei gruppi ottici a sviluppo più verticale che orizzontale. Inoltre, un'altra grossa differenza era che la "Axel" era disponibile unicamente con carrozzeria a tre porte, mentre la Visa era unicamente cinque porte. Basandosi su tale mezzo, il designer svizzero Franco Sbarro realizzò una versione station wagon denominata "Onyx", che aveva una capienza di sette passeggeri.

## Meccanica

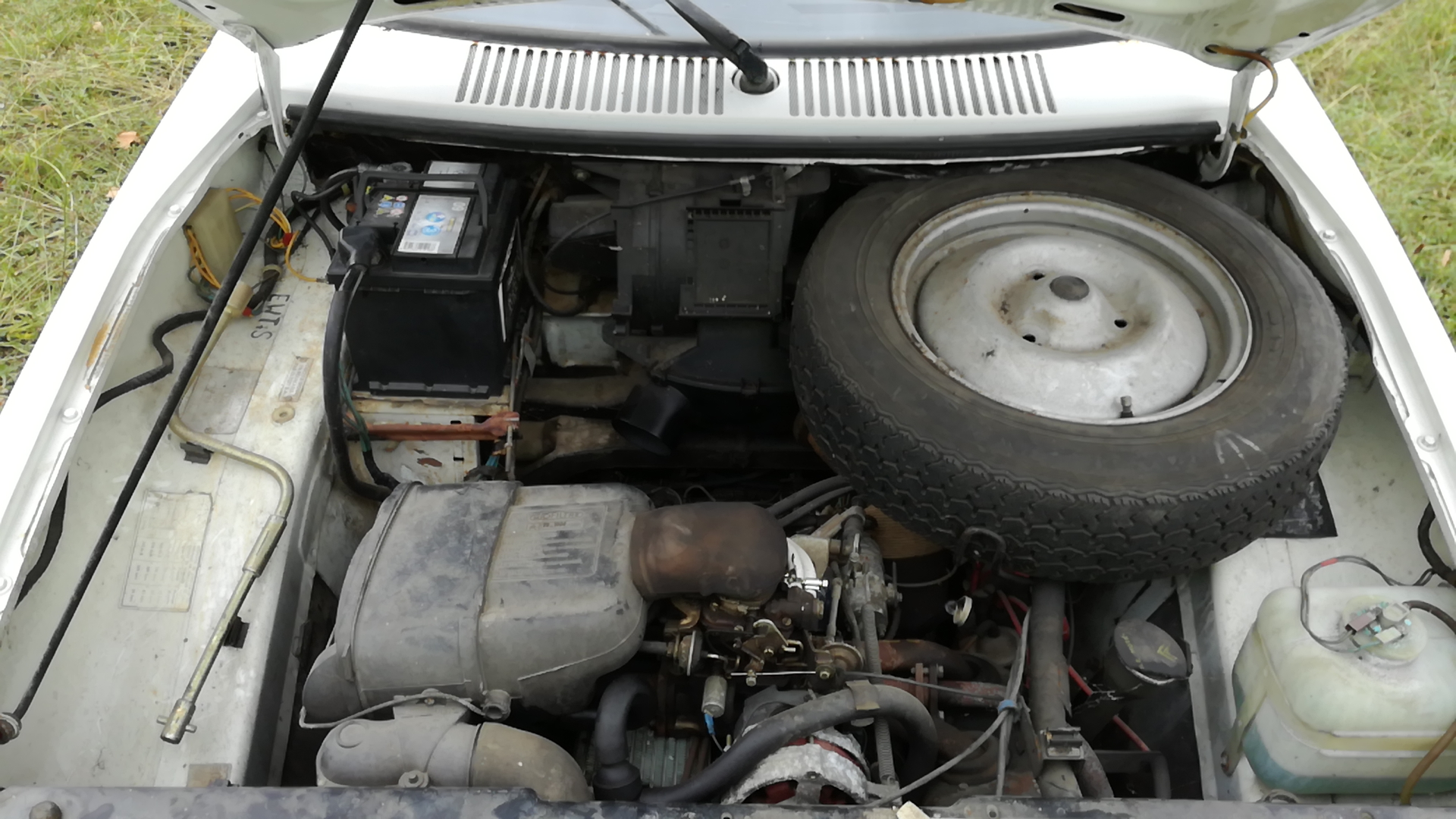
4 cilindri boxer da 1129 cm³

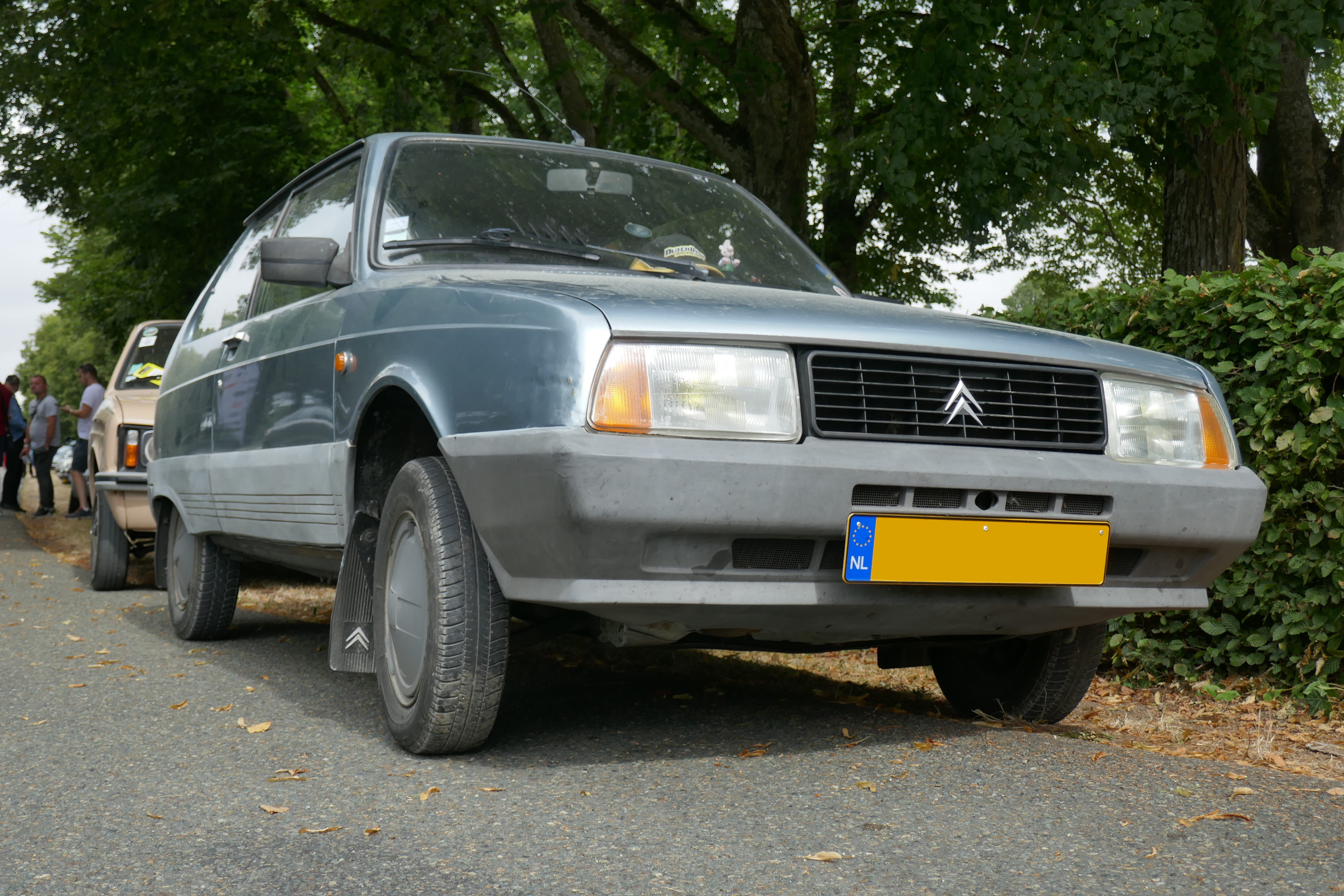
Citroën Axel 11 R

Nonostante le somiglianze con la "Visa", il telaio e gran parte della meccanica della "Axel" (oltre che i lamierati della carrozzeria) erano diversi.
I propulsori, tutti raffreddati ad aria, erano il bicilindrico di 652 cm³ (già montato su LNa e Visa) o i 4 cilindri boxer (di origine GS) di 1129 (55 CV) o 1299 cm³ (65 CV).
Sui mercati dell'Europa Occidentale arrivarono esclusivamente le versioni con motore di 1129 cm³ (allestimenti "Axel" e "Axel 11 R", quest'ultimo riconoscibile per gli ampi fascioni laterali in plastica) e con motore di 1299 cm³ (allestimento "Axel 12 TRS"). In ogni caso, la meccanica era molto affidabile e, a parte qualche caso isolato, la "Axel" si rivelò in grado di macinare decine e decine di migliaia di km senza soffrirne molto e senza richiedere che la manutenzione ordinaria.

### Motorizzazioni
| Modello | Disponibilità    | Motore  | Cilindrata (cm³) | Potenza       | Coppia Massima (Nm) | Emissioni CO2 (g/Km) | 0–100 km/h (secondi) | Velocità max (Km/h) | Consumo medio (Km/l) |
| 1.1 R   | dal 1985 al 1990 | Benzina | 1129             | 42 kW (57 Cv) | 80                  | n.d                  | 15.4                 | 147                 | 12.3                 |